# Bolbodimyia lateralis
Bolbodimyia lateralis är en tvåvingeart som beskrevs av Krober 1930. Bolbodimyia lateralis ingår i släktet Bolbodimyia och familjen bromsar. Inga underarter finns listade i Catalogue of Life.